# بحيرة سنشال
بحيرة سنشال تقع بحيرة سنشال على بعد 10 كم إلى الجنوب الشرقي من مدينة دارجلينغ، وتعتبر الخزان الرئيسي لمياه الشرب لمدينة دارجلينغ الهند.وتقع البحيرة على ارتفاع 8,160 قدم (2,487 متر) فوق تل.يوجد فوق هذا التل أيضا واحدة من أعلى ملاعب الغولف في العالم.وتعتبر سنشال واحدة من الاماكن المفضلة للتنزه.ويوفر النزل السياحي في سينشال أماكن إقامة للسياح. والبحيرة هي ملاذ أمن للحياة البرية.